# Campeonato Brasileiro de Basquete Feminino de 2000
O Campeonato Nacional de Basquete Feminino de 2000 (3ª edição) foi um torneio realizado a partir de 25 de março a 22 de maio de 2000 por oito equipes representando quatro estados.

## Participantes
Campinas, Campinas/SP

 Guaru, Guarulhos/SP

 Osasco, Osasco/SP

 Ourinhos, Ourinhos/SP

 Paraná, Curitiba/PR

 Santo André, Santo André/SP

 Sport, Recife/PE

 Vasto Verde, Blumenau/SC

## Regulamento

### Fórmula de Disputa
O Campeonato Nacional de Basquete Feminino foi disputado por 8 equipes em duas fases:
- Fase Classificatória: As 8 equipes disputaram partidas em um sistema de turno e returno,em que enfrentaram todos os adversários em seu mando de quadra e fora dele.
- Playoffs: As quatro equipes classificadas jogaram num sistema mata-mata e a vencedora desses foi declarada Campeã Nacional de Basquete Feminino de 2000. É dividida em 2 partes:
  - Semifinais: Foi disputada pelas equipes que passaram da primeira fase, seguindo a lógica: (1ª x 4ª); (2ª x 3ª).  Estas jogaram partidas em melhor de 5 (jogos), sendo dois mandos de campo para cada e o jogo de desempate, se houvesse, no ginásio da equipe com o melhor índice técnico da Fase Classificatória.
  - Final: Foi disputada entre as duas equipes vencedoras das Semifinais, em melhor de 5 (jogos), sendo dois mandos de campo para cada e o jogo de desempate, se houvesse, no ginásio da equipe com o melhor índice técnico da Fase Classificatória. A equipe vencedora foi declarada campeã da competição.

### Critérios de Desempate
1º: Confronto Direto

2º: Saldo de cestas dos jogos entre as equipes

3º: Melhor cesta average (Se o empate foi entre duas equipes)

4º: Sorteio

### Pontuação
Vitória: 2 pontos

Derrota: 1 ponto

Não Comparecimento: 0 pontos

## Classificação
| 1 | Paraná Basquete       |
| 2 | Arcor/Santo André     |
| 3 | BCN/Osasco            |
| 4 | A. A. Guaru           |
| 5 | Quaker/Campinas       |
| 6 | América/Ourinhos      |
| 7 | Taschibra/Vasto Verde |
| 8 | Sport Recife          |

|  |                                     |
|  | Zona de classificação às Semifinais |

## Playoffs

### Semifinais
1ª Rodada
| 4 de maio | A.A.Guaru | 84 - 77 | Paraná Basquete | Guarulhos |
| 4 de maio |           |         |                 | Guarulhos |

| 4 de maio | Osasco | 00 - 20 | Santo André | Osasco |
| 4 de maio |        |         |             | Osasco |

2ª Rodada
| 6 de maio | Paraná Basquete | 97 - 84 | A.A.Guaru | Curitiba |
| 6 de maio |                 |         |           | Curitiba |

| 6 de maio | Santo André | 20 - 00 | Osasco | Santo André |
| 6 de maio |             |         |        | Santo André |

3ª Rodada
| 8 de maio | Paraná Basquete | 83 - 79 | A.A.Guaru | Curitiba |
| 8 de maio |                 |         |           | Curitiba |

| 8 de maio | Santo André | - | Osasco * | Santo André |
| 8 de maio |             |   |          | Santo André |

*Osasco eliminado da competição por sofrer dois W.O.
4ª Rodada
| 13 de maio | A.A.Guaru | 66 - 79 | Paraná Basquete | Guarulhos |
| 13 de maio |           |         |                 | Guarulhos |

- Paraná e  Santo André passaram de fase

### Final
1ª Rodada
| 18 de maio | Santo André | 70 - 80 | Paraná Basquete | Santo André |
| 18 de maio |             |         |                 | Santo André |

2ª Rodada
| 20 de maio | Paraná Basquete | 71 - 68 | Santo André | Curitiba |
| 20 de maio |                 |         |             | Curitiba |

3ª Rodada
| 22 de maio | Paraná Basquete | 97 - 72 | Santo André | Curitiba |
| 22 de maio |                 |         |             | Curitiba |

| Campeonato Nacional de Basquete Feminino 2000 |
| --------------------------------------------- |
| Paraná Basquete Campeão                       |